# Cladodoides wildungensis
Cladodoides wildungensis — викопний вид акул вимерлої родини Ctenacanthidae, що існував у ранньому девоні. Скам'янілі рештки виду знайдені у місті Бад-Вільдунген (Німеччина).